# Dudzele
Dudzele est une section de la ville belge de Bruges située en Région flamande dans la province de Flandre-Occidentale. C'était une commune à part entière avant la fusion des communes de 1971.

## Démographie

### Évolution démographique
- Sources : INS, Rem. : 1831 jusqu'en 1961 = recensements[2].

## Galerie

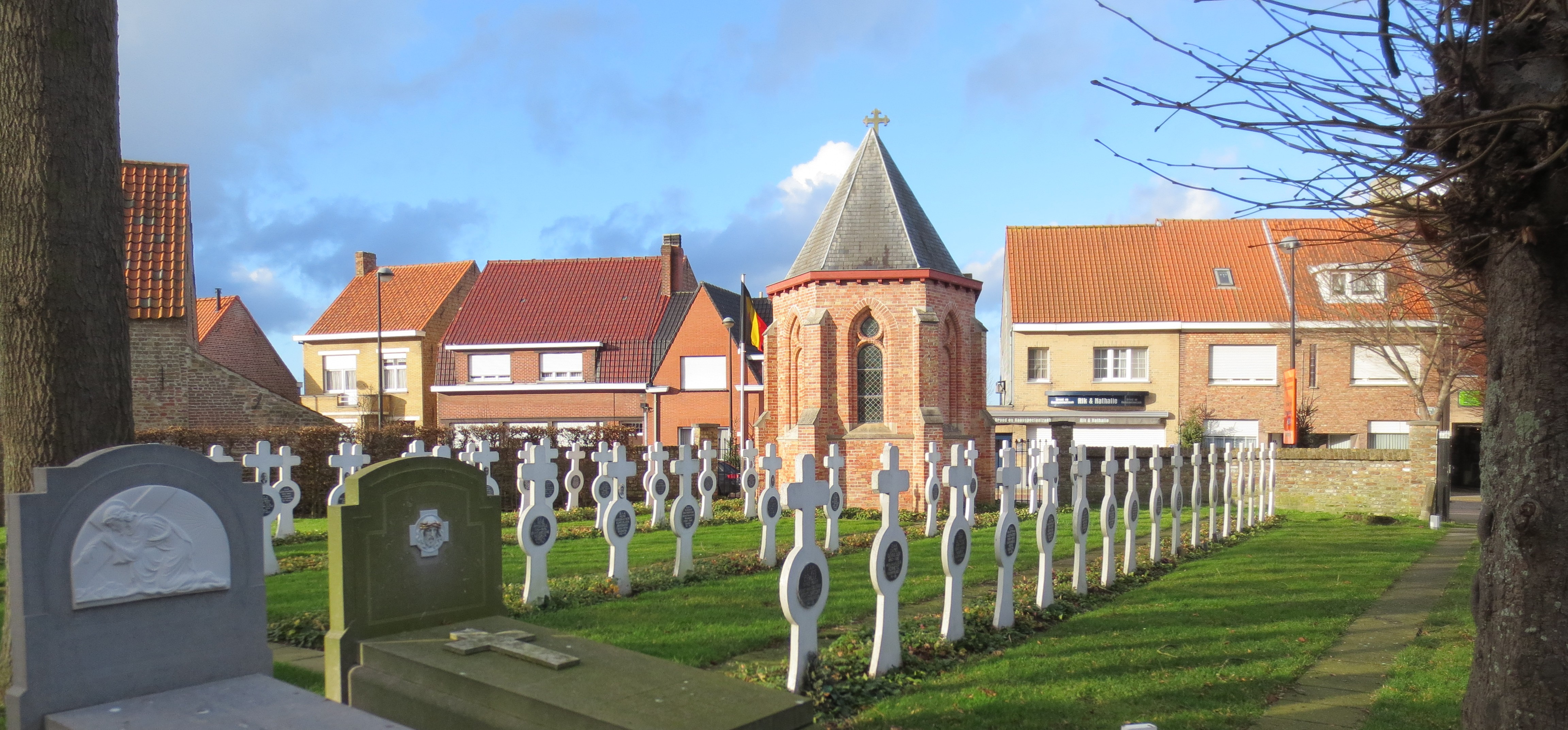
Le cimetière.
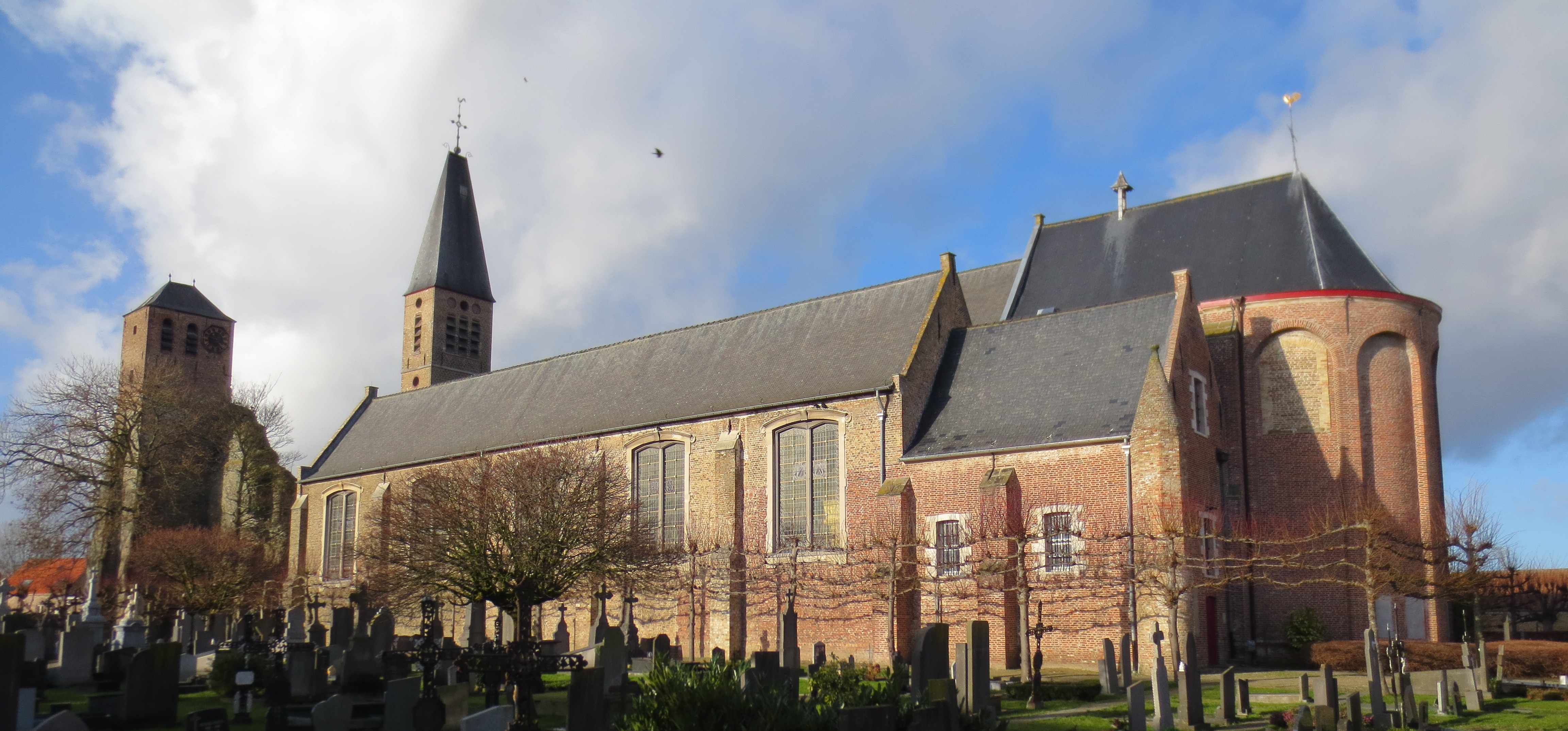
L'église.
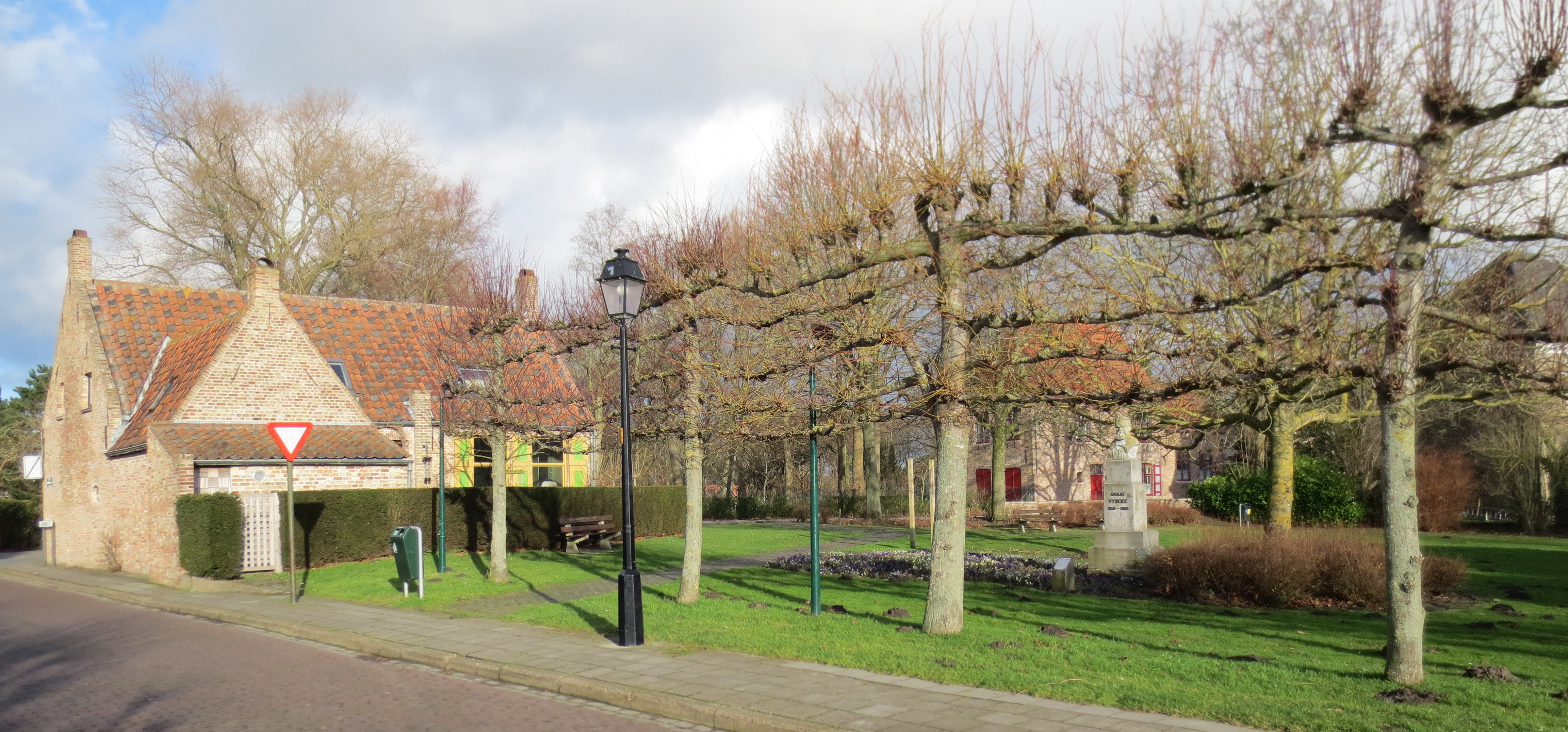
La parc.
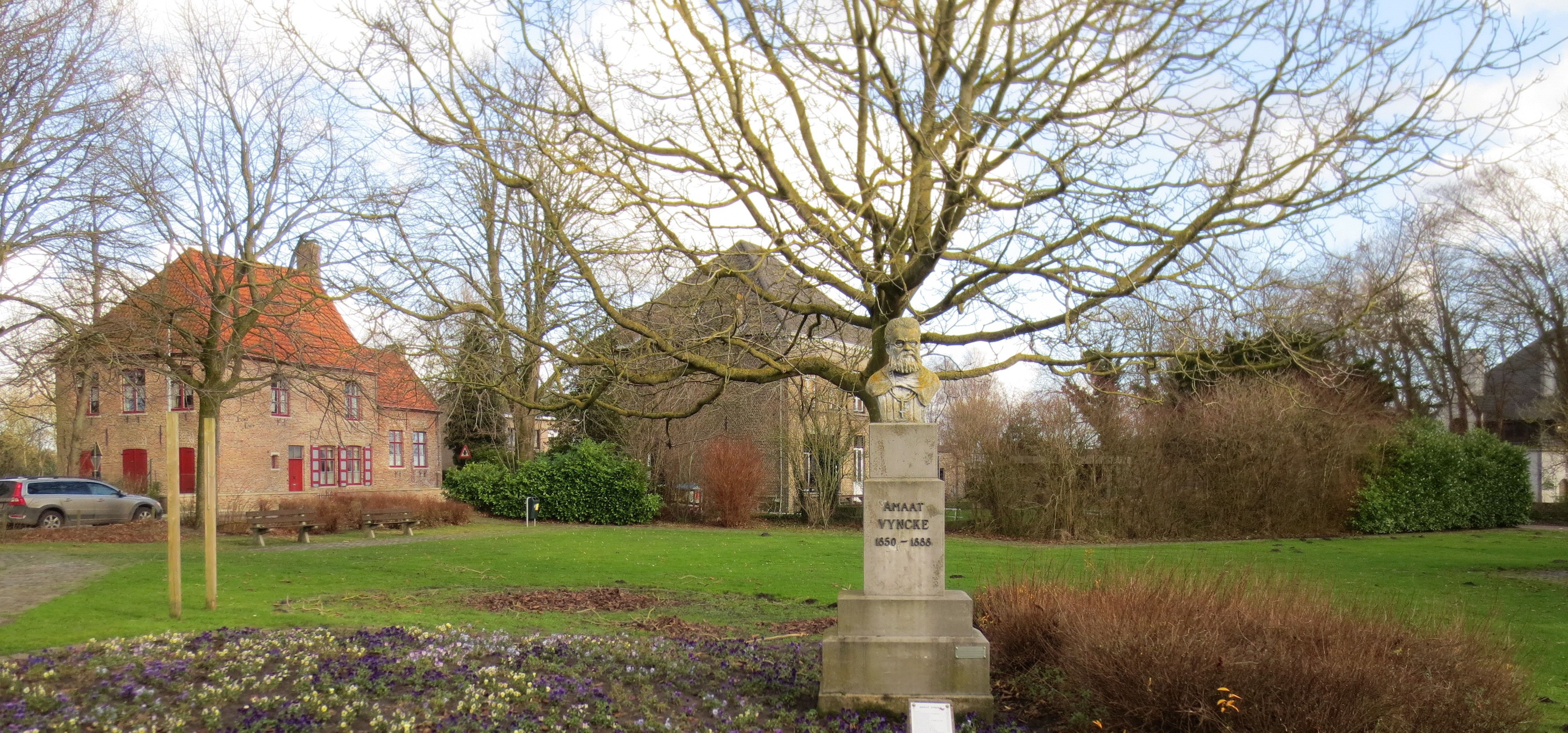
Le monument.